# Binodoxys grafi
Binodoxys grafi är en stekelart som beskrevs av Pike och Jaroslav Stary 1996. Binodoxys grafi ingår i släktet Binodoxys och familjen bracksteklar. Inga underarter finns listade.